# 聖安德魯斯村 (加利福尼亞州)
聖安德魯斯村（英語：Saint Andrews Village）是位於美國加利福尼亞州埃爾多拉多縣的一個非建制地區。該地的面積和人口皆未知。

## 地理
聖安德魯斯村的座標為38°41′51″N 121°04′52″W / 38.69750°N 121.08111°W，而該地的平均海拔高度為227米（即745英尺）。